# دونارا آلکسانیان
دونارا داجاتی آلکسانیان (ارمنی: Դոնարա Տաճատի Ալեքսանյան؛ زاده ۲۸ سپتامبر ۱۹۲۹) رقصنده باله اهل ارمنستان است. وی از سال میلادی تاکنون مشغول فعالیت بوده است.

## زندگی‌نامه
وی در ۲۸ سپتامبر ۱۹۲۹ در باتومی به دنیا آمد و از کالج دولتی هنر رقص ایروان (۱۹۴۷) فارغ‌التحصیل گشت. وی در تالار آکادمی ملی اپرا و باله آلکساندر اسپنداریان فعالیت می‌کرد. وی همچنین برنده جوایزی همچون هنرمند شایسته ارمنستان شوروی (۱۹۶۷) شد.